# HSBC Building
El HSBC Main Building es un edificio situado en Hong Kong (China), que alberga la sede de The Hongkong and Shanghai Banking Corporation, que actualmente es una filial de HSBC Holdings, con sede en Londres. Se encuentra en el lado sur de la Statue Square, cerca de la ubicación del antiguo Ayuntamiento de Hong Kong (construido en 1869 y demolido en 1933). El anterior edificio del HSBC fue construido en 1935 y derribado en 1978 para permitir la construcción del edificio actual. Su dirección sigue siendo el 1 de Queen's Road Central (el lado norte del edificio da hacia Des Voeux Road, que entonces discurría junto a la costa, por lo que la entrada principal estaba en Queen's Road, en contraste con la situación actual, en la que el acceso principal es a través de Des Voeux Road).

## Historia

### Primer edificio
El primer edificio del HSBC (conocido entonces como la Hong Kong and Shanghai Banking Company Limited) fue Wardley House, situado en la parcela del edificio actual y usado como oficina del HSBC entre 1865 y 1882. En 1864 su alquiler costaba 500 dólares de Hong Kong al mes. Tras reunir un capital de 5 millones de dólares, el banco abrió sus puertas en 1865.

### Segundo edificio
Posteriormente, la Wardley House fue demolida y sustituida por un segundo edificio del HSBC, que fue completado en 1886. La característica principal del diseño del segundo edificio era su división en dos estructuras casi separadas. El edificio en Queen's Road Central era de estilo victoriano con una veranda, columnatas y una cúpula octogonal, mientras en Des Voeux Road se construyó una arcada que armonizaba con los edificios adyacentes. Fue diseñado por Clement Palmer en 1883.

### Tercer edificio
En 1934, se demolió el segundo edificio y se construyó un tercer diseño. El nuevo edificio abrió sus puertas en octubre de 1935. Tras su finalización, se convirtió en el edificio más alto de Hong Kong. El tercer diseño usaba parte de los terrenos del antiguo Ayuntamiento de Hong Kong, y fue construido en una mezcla de art déco y clasicismo despojado. Durante la ocupación japonesa de Hong Kong, fue usado como oficinas gubernamentales. Fue el primer edificio de Hong Kong totalmente climatizado. En la década de 1970, al banco se le había quedado pequeño este edificio; sus distintos departamentos estaban dispersos en diferentes oficinas por todo Central, y era obvio que esta situación no podía continuar indefinidamente. Por ello, en 1978 el banco decidió derribar su sede y construir un nuevo edificio más grande.

### Edificio actual
El nuevo edificio tiene una estructura de acero suspendida y fue completado el 18 de noviembre de 1985. En ese momento, se convirtió en el edificio más caro del mundo, con un coste de unos 5200 millones de dólares de Hong Kong, o aproximadamente 668 millones de dólares estadounidenses.
El primer añadido importante al edificio, diseñado por la firma de Hong Kong One Space Ltd. y completado el 23 de noviembre de 2006, es un vestíbulo en la planta baja que mejora la seguridad y el acceso a las plantas superiores y crea una prestigiosa zona de recepción. En él se instaló el Asian Story Wall, una instalación multimedia compuesta por dos hileras de treinta pantallas de plasma contiguas (la instalación más grande de su clase en Hong Kong) que mostraban patrimonio bancario archivado y obras de arte.
El atrio del edificio del HSBC fue el escenario de las protestas Occupy Hong Kong, que mantuvieron una presencia continua en él desde el 15 de octubre de 2011 hasta su desalojo en septiembre de 2012.

## Diseño

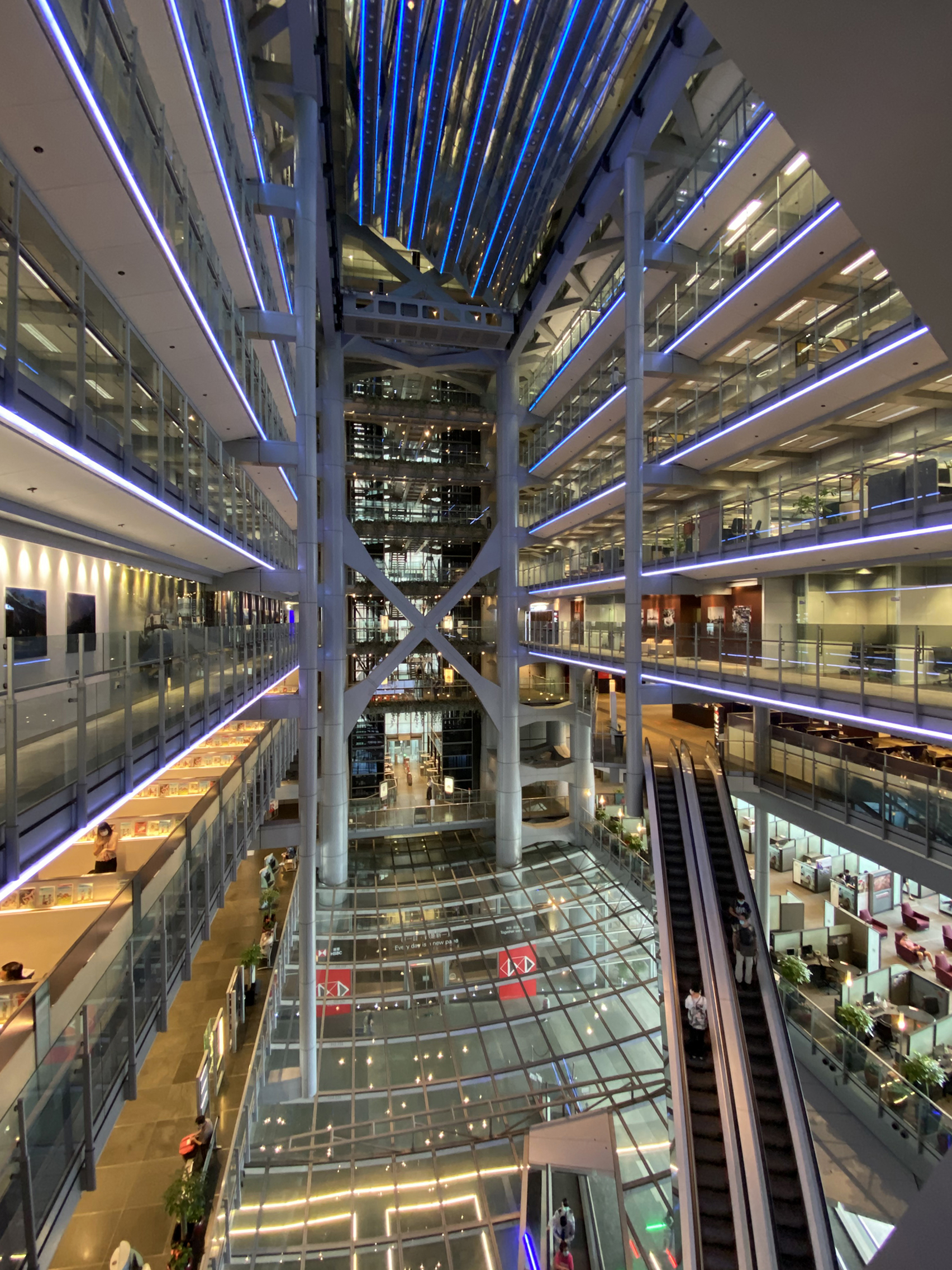
Atrio.

El nuevo edificio fue diseñado por el arquitecto británico Norman Foster y los ingenieros estructurales Ove Arup & Partners, mientras J. Roger Preston & Partners se encargó del diseño de los servicios. Fue construido por la John Lok / Wimpey Joint Venture. Desde su concepción hasta su finalización pasaron siete años (1978–1985). El edificio tiene 178.8 metros de altura y 44 plantas. Se caracteriza por su diseño modular, que consta de cinco módulos de acero, que fueron prefabricados en el Reino Unido por Scott Lithgow Shipbuilders cerca de Glasgow y transportados a Hong Kong. En su construcción se usaron unas 30 000 toneladas de acero y 4500 toneladas de aluminio.
El diseño original se inspiró profundamente en el Qantas International Centre de Sídney (Australia), conocido actualmente como Suncorp Place, diseñado por Douglas Gilling. El nuevo vestíbulo y su Asian Story Wall fueron diseñados por Greg Pearce, de One Space Limited. Concebido como una envoltura minimalista de cristal, el nuevo vestíbulo está diseñado para ser respetuoso con la estructura de Foster y casi parece ser parte del diseño original.
Un rasgo a destacar es que la luz natural es la fuente principal de iluminación del interior del edificio. Hay un conjunto de espejos gigantes en la parte superior del atrio, que reflejan la luz natural dentro del atrio y hacia la plaza. Gracias al uso de luz natural, este diseño ayuda a conservar la energía. Adicionalmente, las fachadas exteriores tienen parasoles para bloquear la entrada directa de luz natural en el edificio y reducir así la ganancia térmica. En lugar de agua potable, se usa el agua del mar como refrigerante para el sistema de aire acondicionado. El edificio es también uno de los pocos que no tienen ascensores como el medio principal de transporte dentro del edificio. En su lugar, los ascensores solo paran en una cada varias plantas, y las plantas están interconectadas por escaleras mecánicas.

### Elementos estructurales
La característica principal de la sede del HSBC en Hong Kong es la ausencia de una estructura interior de soporte. El elemento más evidente de su exterior son los segmentos con forma de v invertida de las armaduras de dos plantas de altura que abarcan toda la construcción. Consta de ocho grupos de cuatro pilares de acero revestidos de aluminio que ascienden desde los cimientos, y cinco niveles de armaduras triangulares que están incrustadas en estos pilares.
Todos los suelos están fabricados con paneles móviles ligeros, por debajo de los cuales se encuentra una red integral de energía, telecomunicaciones y sistemas de acondicionamiento. Este diseño pretendía permitir que se pudieran instalar rápida y fácilmente equipos como computadoras. Debido a la urgencia por terminar el proyecto, en la construcción del edificio se hizo un intenso uso de elementos prefabricados fuera de la obra, que fueron fabricados por todo el mundo. Por ejemplo, el acero estructural procedía del Reino Unido; el vidrio, el revestimiento de aluminio y los suelos procedían de los Estados Unidos; mientras que los módulos de servicio procedían de Japón.

## Feng shui

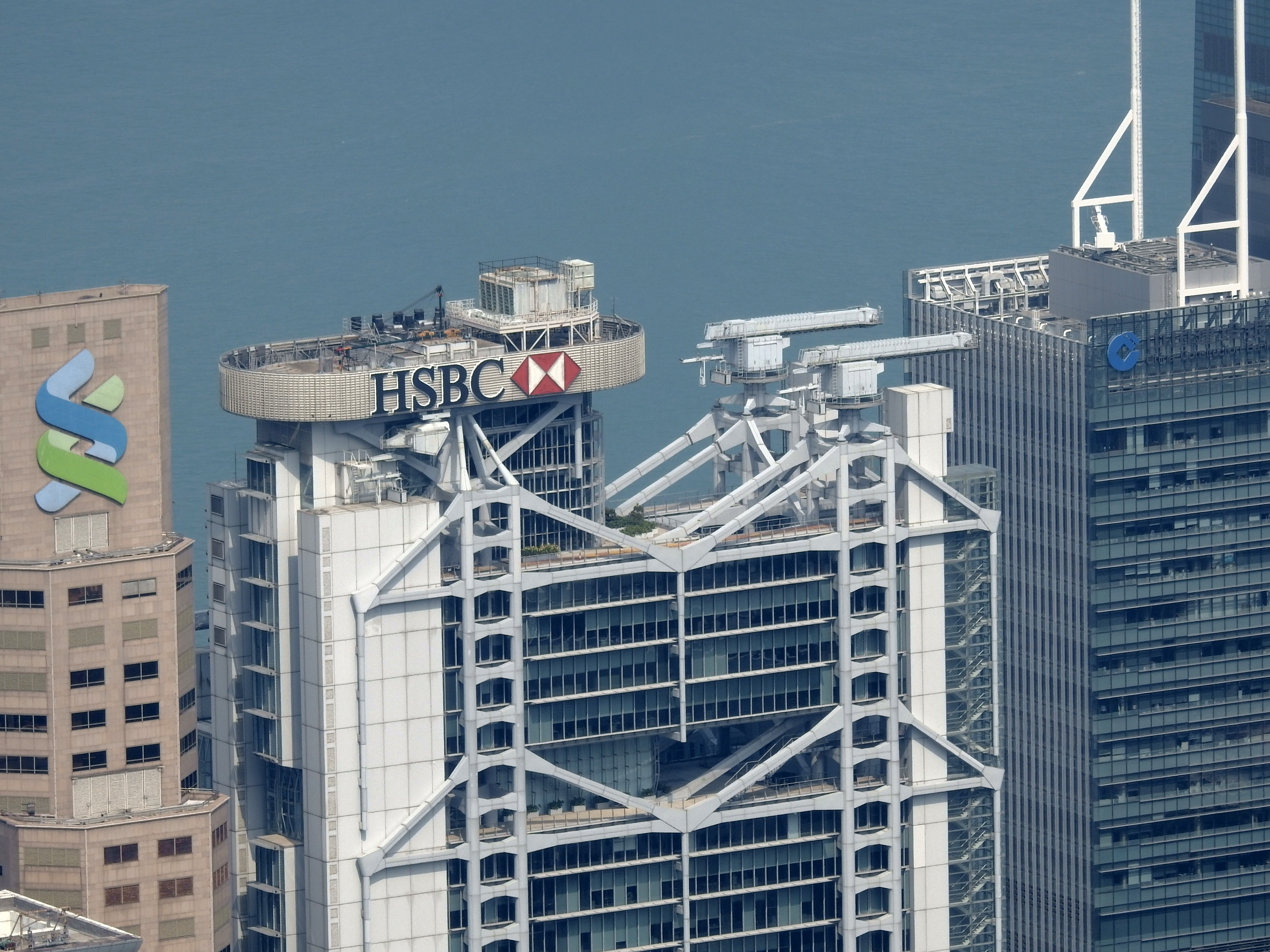
El HSBC instaló dos «cañones» en la azotea apuntando directamente hacia la Bank of China Tower, supuestamente para contrarrestar la energía negativa de feng shui que le dirigía.

Los primeros pobladores británicos de Hong Kong tenían un gran interés en el feng shui; por ello, la mayor parte de los primeros edificios de Hong Kong, al igual que muchos edificios posteriores, fueron construidos con la filosofía del feng shui en mente. Los chinos creen que es más probable que prosperen aquellos que tienen una vista directa de un cuerpo de agua —ya sea un río, un mar o un océano— que aquellos que no la tienen (el agua está estrechamente asociada con la riqueza en el feng shui). El edificio del HSBC tiene una amplia zona abierta delante de él (la Statue Square) y ningún otro edificio bloquea sus vistas del Victoria Harbour; por tanto, se considera que tiene «un buen feng shui».
En el episodio Superstitious Minds de la serie Doc Zone de la CBC Television, el escritor, investigador y productor Tom Puchniak asegura que el diseño de la cercana Bank of China Tower ignoró los principios del feng shui y creó una controversia instantánea al contar con dos bordes afilados, uno de los cuales apuntaba hacia la Casa del Gobierno y el otro hacia el edificio del HSBC. Tras la inauguración de la Bank of China Tower, se produjeron una serie de percances, incluida la muerte del gobernador y una recesión en la economía de la ciudad. Se ha dicho que el HSBC instaló en la azotea de su sede dos grúas de mantenimiento con forma de cañones apuntando directamente hacia la Bank of China Tower para defenderse de la energía negativa de este último edificio. De acuerdo con el experto en feng shui Paul Hung, esto resolvió el problema y el HSBC «no experimentó resultados dañinos después de eso».

## Estatuas de leones
Cuando el HSBC decidió construir su tercera sede en el 1 de Queen's Road Central, inaugurada en 1935, encargó dos leones de bronce al escultor británico W. W. Wagstaff, afincado en Shanghái. Este encargo fue inspirado por dos leones previos que habían sido encargados para la oficina de Shanghái, inaugurada en 1923. Fundidos por J. W. Singer & Sons en la ciudad inglesa de Frome y diseñados por Henry Poole, estos leones se convirtieron rápidamente en un icono de Shanghái, y los transeúntes los acariciaban cariñosamente con la creencia de que así atraerían el poder y el dinero. Fueron denominados jocosamente Stephen y Stitt: Stephen debido a A. G. Stephen, antiguo gerente de Shanghái y director general del HSBC a partir de 1923; y Stitt por G. H. Stitt, el entonces gerente de Shanghái. Stephen está representado rugiendo y Stitt tranquilo, lo cual representaba la personalidad de estos dos célebres banqueros.
Wagstaff trabajó con el capataz de Artes y Oficios de Shanghái, Chou Yin Hsiang, quien en junio de 1977 en una entrevista con John Loch de la revista interna de HSBC Group News recordó que cuando se unió por primera vez a Artes y Oficios trabajó con Wagstaff durante dos años para fabricar los leones, sin que tuviera que aprender una palabra de inglés, ya que Wagstaff hablaba a la perfección el dialecto shanghainés. El propio Chou Yin Hsiang llegó a Hong Kong en 1935, y en 1977 era el propietario de Jeh Hsing Metal Works y seguía fundiendo bronce para el HSBC.
Al igual que los leones de Shanghái, los leones de Hong Kong se convirtieron en objetos de veneración y focos del excelente feng shui percibido del banco. Las parejas jóvenes todavía llevan a sus niños a acariciar las patas y las narices de las estatuas esperando que esto les traiga suerte y prosperidad.
Antes de que el edificio de 1935 cerrara definitivamente sus puertas el 26 de junio de 1981, los leones habían sido trasladados al anexo el 19 de junio de ese mismo año. La demolición, realizada por China Swiss Engineers, empezó el 6 de julio. El 4 de junio de 1982, los leones fueron trasladados temporalmente a Statue Square, frente a la entrada principal. Como señal de respeto a los leones, en su traslado a Statue Square y su traslado de vuelta en 1985 fueron acompañados por el presidente Sir Michael Sandberg y por altos directivos del banco, y la colocación de los leones tanto temporalmente como en su ubicación actual se realizó solo tras largas consultas con expertos en feng shui.
Al margen de sus cuatro años de permanencia en el anexo y Statue Square, los leones solo han dejado sus posiciones como guardianes de la entrada del banco una vez, cuando fueron confiscados por los japoneses durante la ocupación de Hong Kong y enviados a Japón para ser fundidos. Por suerte, la guerra terminó antes de que esto pasara, y los leones fueron reconocidos por un marinero estadounidense en un astillero de Osaka en 1945. Fueron devueltos unos meses después e instalados en sus posiciones originales en octubre de 1946.
Los leones de Hong Kong también se llaman Stephen y Stitt. El Stephen de Hong Kong tiene cicatrices de bala o metralla en el lado izquierdo de sus cuartos traseros, que datan de la batalla de Hong Kong. Cuando en 2002 esta pareja de leones fue usada como modelo para la pareja encargada para la nueva sede del HSBC en el Reino Unido, le pidieron al escultor neozelandés Mark Kennedy que no reprodujera estas «heridas de guerra» en las copias dado que se consideraban cicatrices de batalla históricas.
La siguiente es una lista de las copias y réplicas en bronce de los leones del HSBC:
- En Hong Kong:
  - Hong Kong (1935) – inspirados en los originales de Shanghái, esculpidos por W. W. Wagstaff y fundidos por Artes y Oficios de Shanghái.
  - Hong Kong (réplicas) (2015) – copias de los leones de Hong Kong esculpidas para la celebración del 150.º aniversario de HSBC, colocadas en el vestíbulo del HSBC Centre, la back office del HSBC en Hong Kong.
- En China:
  - Shanghái (original) (1923) – esculpidos por Henry Poole y fundidos por J. W. Stinger & Sons. Los originales se conservan en el Museo de Historia de Shanghái y están expuestos por separado en la sala de exposiciones del museo situada debajo de la Torre Perla Oriental (Stephen) y en el Museo de la Banca de Shanghái (Stitt), ambos en Lujiazui.
  - Shanghái (réplicas) (ca. 1997) – copias de los originales de Shanghái, encargadas por el Shanghai Pudong Development Bank después de que ocupara el antiguo edificio del HSBC.
  - Shanghái (actuales) (2010) – copias de los leones de Hong Kong.

- En el Reino Unido:

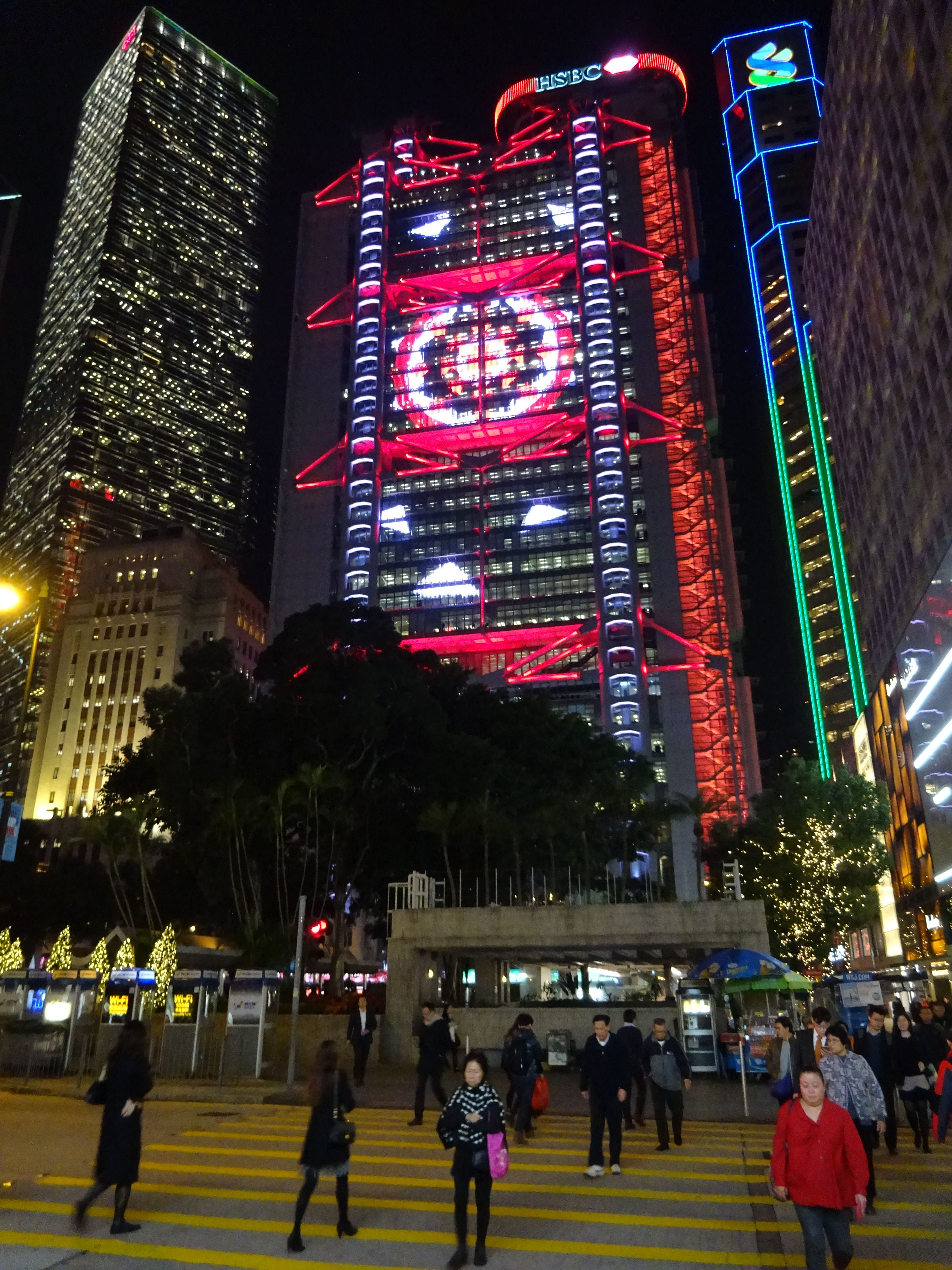
El HSBC Main Building por la noche.

  - Londres (2001) – copias de los leones de Hong Kong, fundidas por Bronze Age Foundry (Limehouse) bajo la dirección de Mark Kennedy.[24]
  - Birmingham (2018) – copias de los leones de Hong Kong.

Varias otras sucursales del HSBC por todo el mundo tienen réplicas a menor escala de estos originales, con diferentes grados de fidelidad. Otras sucursales del HSBC tienen leones guardianes con diferentes diseños, como los leones guardianes chinos.

## Iluminación
En 2003, la Junta de Turismo de Hong Kong desarrolló un proyecto de iluminación del puerto para promover el turismo en Hong Kong llamado A Symphony of Lights («Una sinfonía de luces»), un espectáculo multimedia a gran escala con luces, láser, música y ocasionalmente pirotecnia durante festivales. El espectáculo consiste en la iluminación de los edificios más importantes de la isla de Hong Kong, y desde donde mejor se ve mejor es desde Kowloon, al otro lado del Victoria Harbour. El edificio del HSBC es uno de los edificios que participan en el espectáculo.